# رایانه کلوسوس
رایانه کلوسوس (انگلیسی: Colossus computer) مجموعه ای از رایانه‌ها بود که توسط تحلیل رمز بریتانیایی در سال‌های ۱۹۴۳–۱۹۴۵ برای کمک به تحلیل رمز لورنز توسعه یافت.